# Three Cheers for Sweet Revenge
Three Cheers For Sweet Revenge és el segon disc del grup estatunidenc, My Chemical Romance, fou publicat el Juny de 2004, convertint-se en el millor disc de la productora Reprise Records. Molts fans abrevien el llarg nom del disc com "Revenge" o també com "Sweet Revenge".
Three Cheers For Sweet Revenge és un àlbum conceptual, que continua la història de I Brought You My Bullets, You Brought Me Your Love, on dos amants van morir. Gerard Way, el cantant, va desmentir certs rumors que deien que els amants van ser assassinats per vampirs, com molts fans del grup creuen, degut a la cançó i senzill Vampires Will Never Hurt You. Aquesta cançó fa referència a uns vampirs socials que drenen les nostres forces vitals. Una alternativa a això, és que els amants eren uns delinqüents i van ser cremats al desert.
Gerard va dir que el disc va ser fet amb un diagrama al cap, tot i que la meitat del disc, no està relacionada amb el diagrama, ja que en l'altra meitat tracta sobre les seves històries amoroses. Com curiositat: la cançó número 11 en la contraportada del CD es titulava It's not a fashion statement, it's a deathwish (No és una declaració de moda, és un desig de mort) però en el llibret del disc, en la secció de les lletres, la cançó s'anomena "It's not a fashion statement, it's a fucking deathwish" (No és una declaració de moda, és un puto desig de mort). I'm not okay (I promise) és el segon senzill del disc Three Cheers for Sweet Revenge del grup americà My Chemical Romance l'any 2004.

## Cançons
1. Helena – 3:22
2. Give 'em hell, kid – 2:18
3. To the end – 3:01
4. You know what they do to guys like us in prison – 2:53
5. I'm not okay (I promise) – 3:08
6. The ghost of you – 3:23
7. The jetset life is gonna kill you – 3:37
8. Interlude – 0:57
9. Thank you for the venom – 3:41
10. Hang 'em high – 2:47
11. It's not a fashion statement, it's a deathwish – 3:30
12. Cemetery drive – 3:08
13. I never told you what I do for a living – 3:51

Bonus track d'edició japonesa
1. Bury me in black (demo) – 2:37

## Aparició de les cançons
- I never told you what I do for a living fou inclosa en el joc True Crime: New York City
- I'm not okay (I promise) fou inclosa en el EA Trax del joc Burnout 3: Takedown
- Helena i I never told you what I do for a living són incloses en la pel·lícula "House of Wax"
- To the end és inclosa a la banda sonora d'Underworld: Evolution